# Magurka

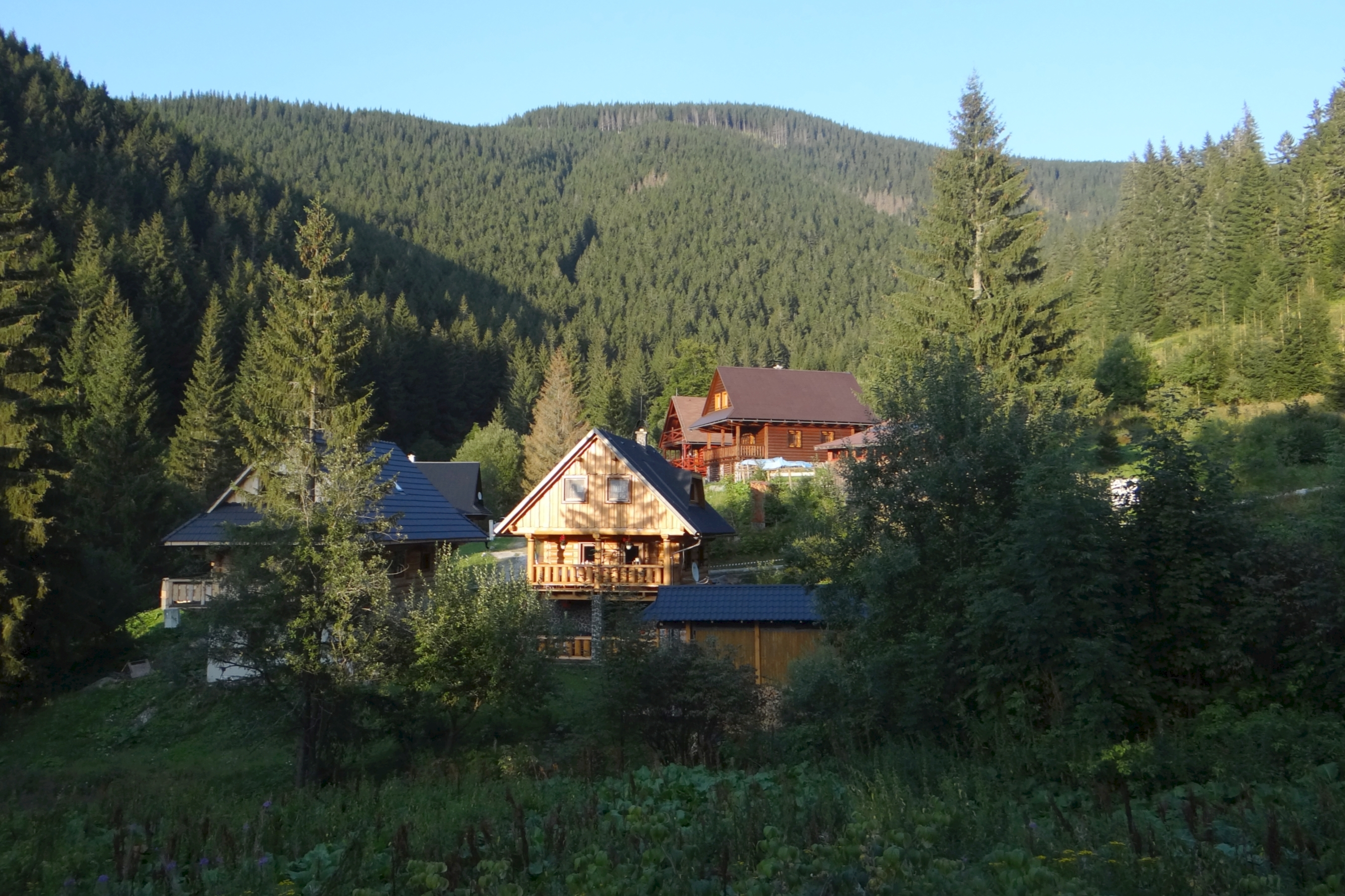
Blick auf Magurka

Magurka ist eine Siedlung und Ortsteil der slowakischen Gemeinde Partizánska Ľupča im Okres Liptovský Mikuláš.

## Geographie
Sie befindet sich am Talende der Ľupčianska dolina am Bach Ľupčianka unter dem Hauptkamm der Niederen Tatra unter den Gipfeln von Ďurková (1750 m n.m.), Zámostská hoľa (1612 m n.m.) und Latiborská hoľa (1648 m n.m.), auf einer Höhe von 1080 m n.m. In den Ort führt nur eine Straße vom Abzweig Tajch an der Straße 3. Ordnung 2224 heraus, von dort geht es talabwärts in den Hauptort Partizánska Ľupča (16,5 Kilometer von Magurka entfernt) oder über die Siedlung Železnô und den 1100 m n.m. hohen Sattel Prievalec nach Liptovská Lúžna und Liptovská Osada.

## Beschreibung und Geschichte

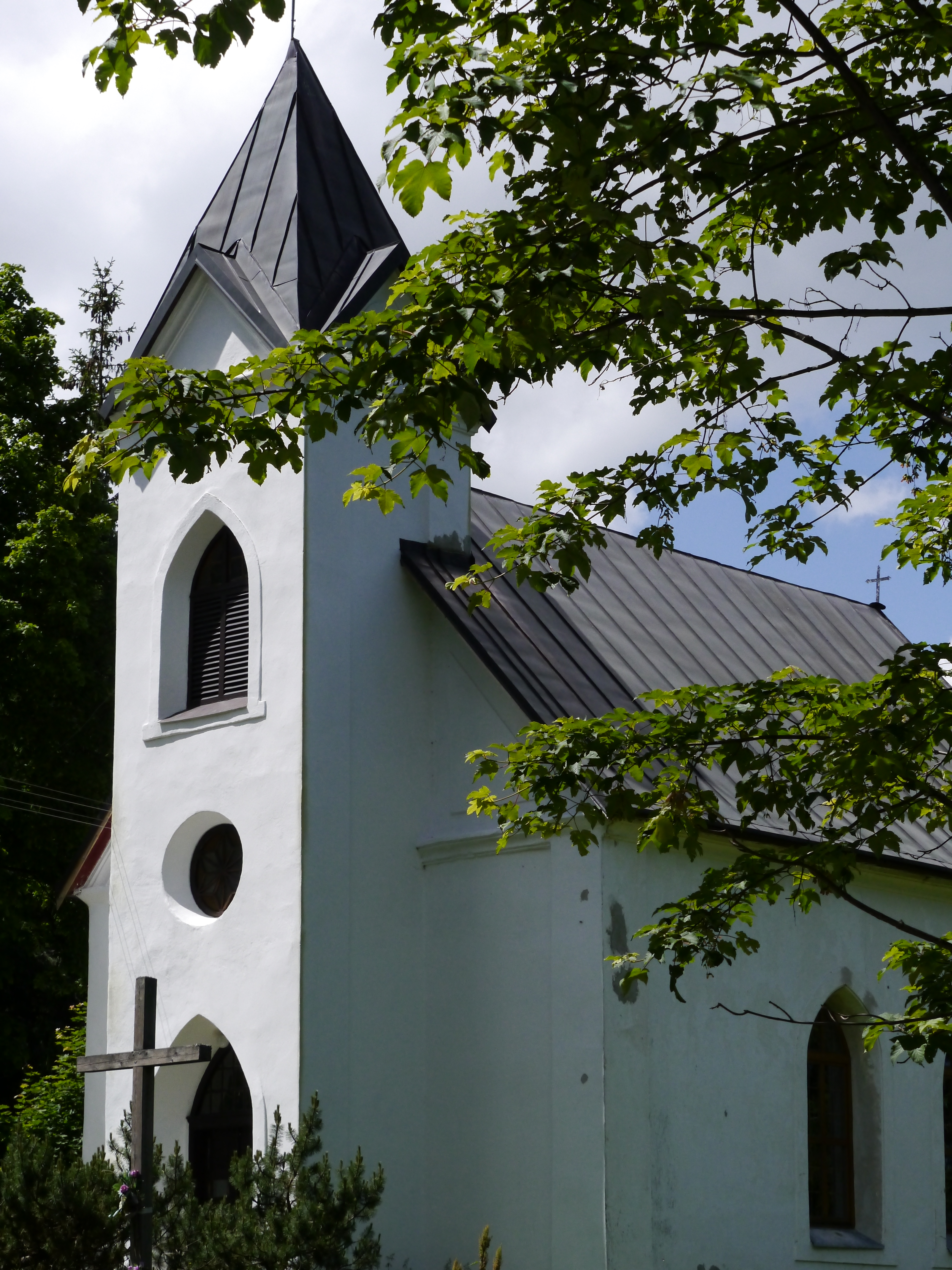
Kirche im Ort

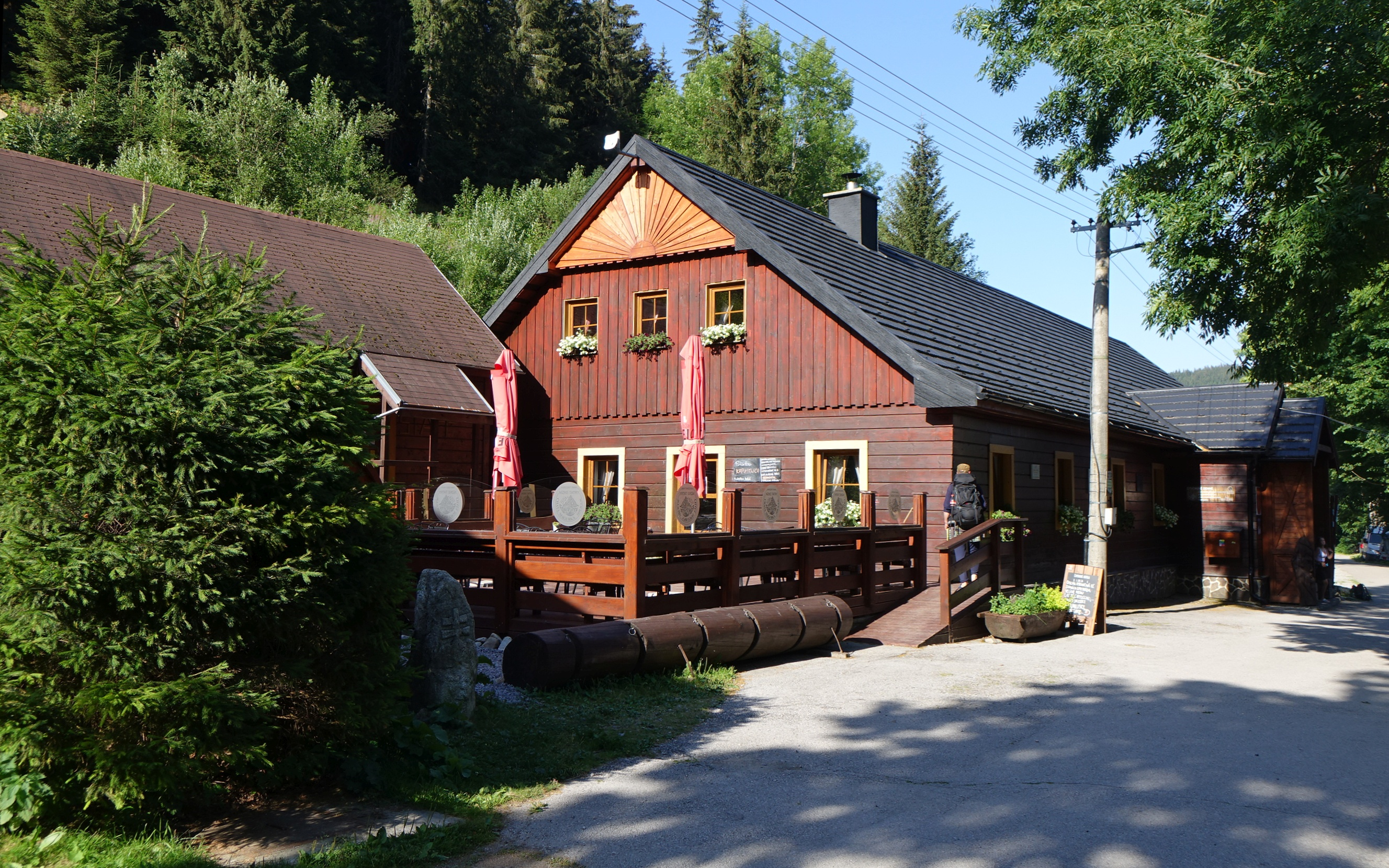
Chata Magurka

Die Gründung der Bergbausiedlung erfolgte durch deutsche Bergleute je nach Quelle im 13. oder 14. Jahrhundert, allerdings wurden hier bereits ab ca. 1250 goldhaltige Oberflächenerze abgebaut. Ursprünglich handelte es sich um private Betriebe, später erhielt die Gemeinde Anteile. Zu Beginn des 18. Jahrhunderts musste der Bergbau wegen Probleme mit der Wasserhaltung eingestellt werden. Unter der Herrschaft von Maria Theresia wurden die Bergwerke verstaatlicht und durch die Bergkammer von Schemnitz und durch Zusammenschlüsse in die „Magurkaer mindere Gesellschaft“ der Bergbau wieder aufgenommen, sodass in den 1830er Jahren zu einem neuen Höhenpunkt der Bergbautätigkeit kam. Zu dieser Zeit entstanden drei Stollen: Kilian (3 Kilometer), Ritterstein (1,4 Kilometer) und Ruseger (1,6 Kilometer), dazu gab es die Stolleneingänge Joachim (die höchstgelegene), Leopold, Furtner, Aloisia und weitere.
1888 arbeiteten 250 Bergleute in den Bergwerken. Jährlich wurden 10 bis 11 kg von je Gold und Silber gewonnen, mit der Erschöpfung von gold- und silberhaltigen Adern konzentrierte sich der Abbau auf die 1888 entdeckten Antimonerze, mit dem jährlichen Gewinn von 3000 bis 4000 m³. Die meisten Tätigkeiten erfolgten manuell, erst später entstand eine Seilbahn. Die hohen Kosten führten schließlich 1923 zur Stilllegung des ganzen Bergbaubetriebs, die Maschinen wurden nach Schemnnitz verlegt, andere Teile (z. B. die Seilbahn) verschrottet und die Gebäude verkauft, sodass nur noch wenige Familien in Magurka, die 1928 20 Häuser und 75 Einwohner hatte, blieben.
Mit dem Ende des Bergbaus verlagerte sich der Schwerpunkt auf den Tourismus. Bereits in den 1920er Jahren entstand eine „Chata v Magurke“ genannte Berghütte, die die Funktion als Stützpunkt im westlichen Bereich des Hauptkamms der Niederen Tatra übernahm. Am 29. Oktober 1944, als der Slowakische Nationalaufstand zusammenbrach, wurden unweit Magurka 69 Deutsche aus dem Hauerland von den Partisanen getötet. Die Berghütte wurde nach der Samtenen Revolution privatisiert und verfiel, nach einem Besitzerwechsel im Jahr 2008 wurde sie aber saniert und ist seit 2009 als „Chata Magurka“ wieder in Betrieb.
An die Bergbaugemeinde erinnern noch Reste im Gelände (Halden), Seilbahnstützenfundamente, Erzaufbereitungsstätten sowie eine neogotische Bergbaukirche mit einer großen Klapper, mit deren Bergknaben zur Arbeit gerufen wurden, oder das Ende einer Schicht bekanntgegeben wurde.